# تايلر مورتون
تايلر سكوت مورتون (مواليد 31 أكتوبر 2002) هو لاعب كرة قدم إنجليزي محترف يلعب كلاعب خط وسط دفاعي مع ليفربول في الدوري الإنجليزي الممتاز.

## مسيرته الكروية

### ليفربول
كان مورتون يلعب لفريق جرينليز للناشئين عندما اكتشفه مدربو أكاديمية ليفربول وانضم إلى النادي وهو في السابعة من عمره، بعد أن رفض أيضًا عرضًا للانضمام إلى فريق الشباب في إيفرتون.
ظهر لأول مرة مع فريق تحت 18 عامًا في موسم 2019–20 وسجل هدفه الأول في الفوز خلال ديربي الميرسيسايد 6–1 على إيفرتون. بدأ موسم 2020–21 مع فريق تحت 18 عامًا قبل الانتقال إلى فريق تحت 23 عامًا. سجل 10 أهداف لفريقي ليفربول تحت 18 عامًا وتحت 23 عامًا خلال موسم 2020–21 ولعب دورًا رئيسيًا في وصول فريق الشباب إلى نهائي كأس الاتحاد الإنجليزي للشباب.
في يناير 2021، وقع عقدًا جديدًا طويل الأمد مع النادي.
شارك مورتون لأول مرة مع الفريق الأول في مباراة ودية قبل الموسم في يوليو 2021 ضد واكر إنسبروك، تلا ذلك ظهوره الرسمي لأول مرة مع فريق ليفربول الأول كبديل في الشوط الثاني يوم 21 سبتمبر 2021، في مباراة كأس رابطة الأندية الإنجليزية المحترفة ضد نورويتش سيتي. في 20 نوفمبر، ظهر لأول مرة في الدوري الإنجليزي الممتاز، حيث دخل في الدقائق الأخيرة من الفوز 4–0 على أرضه أمام أرسنال. بعد أربعة أيام، ظهر لأول مرة في دوري أبطال أوروبا في مباراة على أرضه ضد بورتو، ولعب 90 دقيقة كاملة من الفوز 2–0. في 19 ديسمبر، حصل مورتون على أول بداية له في الدوري الإنجليزي الممتاز، حيث لعب 60 دقيقة وحصل على بطاقة صفراء في التعادل 2–2 خارج أرضه أمام توتنهام هوتسبير.

#### الإعارة إلى بلاكبيرن روفرز
في 1 أغسطس 2022، انضم مورتون إلى نادي بلاكبيرن روفرز على سبيل الإعارة لمدة موسم. ظهر لأول مرة مع روفرز كبديل في وقت متأخر من الفوز 3–0 على سوانزي سيتي في 6 أغسطس، وبدأ أول مباراة له في وقت لاحق من ذلك الأسبوع، واستمر في ذلك ليظهر 46 مرة طوال الموسم.

#### الإعارة إلى هال سيتي
في 1 سبتمبر 2023، وقع هال سيتي مع مورتون على سبيل الإعارة لموسم 2023–24. ظهر لأول مرة مع هال سيتي كبديل في الدقيقة 59 لجون ميشيل سيري في 15 سبتمبر 2023 في التعادل 1–1 ضد كوفنتري سيتي. في 25 نوفمبر 2023، سجل الهدف التعادل 2–2 خارج أرضه ضد سوانزي سيتي.
في ديسمبر 2023، اختير مورتون كلاعب الشهر الشاب في الدوري الإنجليزي. في يوم رأس السنة الجديدة 2024، طُرد مورتون بشكل مثير للجدل في الدقيقة 35 بسبب تدخل انزلاقي ضد شيفيلد وينزداي. أُلغيت البطاقة الحمراء بعد الاستئناف.

## مسيرته الدولية
في 11 نوفمبر 2021، ظهر مورتون لأول مرة مع منتخب إنجلترا تحت 20 سنة خلال الهزيمة 2–0 أمام البرتغال في دوري النخبة تحت 20 سنة 2021–22.
في 19 نوفمبر 2023، ظهر مورتون لأول مرة مع منتخب إنجلترا تحت 21 سنة كبديل في الفوز 3–0 ضمن تصفيات بطولة أوروبا تحت 21 عامًا 2025 خارج أرضه أمام صربيا.

## الإحصائيات

### النادي
آخر تحديث بعد المباراة التي لُعبت يوم 18 ديسمبر 2024.
| النادي                 | الموسم   | الدوري                   | الدوري | الدوري  | كأس الاتحاد الإنجليزي | كأس الاتحاد الإنجليزي | كأس رابطة الأندية الإنجليزية المحترفة | كأس رابطة الأندية الإنجليزية المحترفة | أوروبيا | أوروبيا | المجموع | المجموع |
| النادي                 | الموسم   | الدرجة                   | الظهور | الأهداف | الظهور                | الأهداف               | الظهور                                | الأهداف                               | الظهور  | الأهداف | الظهور  | الأهداف |
| ---------------------- | -------- | ------------------------ | ------ | ------- | --------------------- | --------------------- | ------------------------------------- | ------------------------------------- | ------- | ------- | ------- | ------- |
| ليفربول                | 2021–22  | الدوري الإنجليزي الممتاز | 2      | 0       | 2                     | 0                     | 3                                     | 0                                     | 2       | 0       | 9       | 0       |
| ليفربول                | 2024–25  | الدوري الإنجليزي الممتاز | 0      | 0       | 0                     | 0                     | 3                                     | 0                                     | 0       | 0       | 3       | 0       |
| ليفربول                | المجموع  | المجموع                  | 2      | 0       | 2                     | 0                     | 6                                     | 0                                     | 2       | 0       | 12      | 0       |
| بلاكبيرن روفرز (إعارة) | 2022–23  | دوري البطولة الإنجليزية  | 40     | 0       | 4                     | 0                     | 2                                     | 0                                     | —       | —       | 46      | 0       |
| هال سيتي (إعارة)       | 2023–24  | دوري البطولة الإنجليزية  | 39     | 3       | 2                     | 0                     | 0                                     | 0                                     | —       | —       | 41      | 3       |
| الإجمالي               | الإجمالي | الإجمالي                 | 81     | 3       | 8                     | 0                     | 8                                     | 0                                     | 2       | 0       | 99      | 3       |

1. ↑  الظهور في دوري أبطال أوروبا

### المنتخب
آخر تحديث بعد المباراة التي لُعبت يوم 25 مارس 2024. 
| المنتخب            | السنة    | المشاركات | الأهداف |
| ------------------ | -------- | --------- | ------- |
| إنجلترا تحت 20 سنة | 2021     | 1         | 0       |
| إنجلترا تحت 20 سنة | 2022     | 1         | 0       |
| الإجمالي           | الإجمالي | 2         | 0       |

## الإنجازات
أكاديمية ليفربول
- كأس لانكشاير للكبار: 2021–22[25]

## وصلات خارجية
- Profile at the Hull City A.F.C. website
- Profile at Liverpool F.C. website
- تايلر مورتون – سجل منافسات اليويفا